# 台12線
台12線（たいじゅうにせん）は、台中市梧棲区から同市中区に至る台湾省道であり、「台湾大道（たいわんたいどう）」と称される。

## 概要
- 全長：23.147Km
- 起点：台中市梧棲区（台17線の交差地点）
- 終点：台中市中区（台中駅前の交差地点）
- 経由地：

## 歴史
| 年 | 月日 | 事跡 |
| -- | ---- | ---- |

## 通過する自治体
- 台中市
  - 梧棲区 - 沙鹿区 - 龍井区 - 西屯区 - 北区 - 西区 - 北区 - 中区

## 接続する道路
- 高速道路
  - 台中IC
  - 龍井IC
  - 梧棲IC